# Свевське королівство
Свевське королівство (лат. Regnum Suevorum) — держава, яка існувала в V — VI століттях на заході Піренейського півострова. Після тривалої боротьби було підкорено Вестготським королівством.

## Історія

### Заснування
Наприкінці IV відбувається послаблення військових сил Римської імперії на північних кордонах, особливо поблизу Рейна. У цей час під тиском готів одного зі свевських племен — квади — вимушені були відправитися до західної частини Стародавньої Германії. Тут король квадів Ґермерік вступив у союз з королями вандалів та аланів.
Скориставшись відправленням найбільш дієздатних загонів до Італії для боротьби з остготами, квади-свеви разом із союзниками у ніч з 31 грудня 406 року на 1 січня 407 року перетнули замерзлий Рейн. На той час загальна кількість свевів-квадів, що перетнули Рейн становила 25-35 тис. осіб, з яких 8-9 тис. були воїнами.
Восени 409 року свеви в союзі з аланами і вандалами перетнувши Галлію вторглися до Римської Іспанії. Вони захопили західну частину римської провінції Галлеція. У 411 році Ґермерік завдав поразки вандалам-асдінгам на чолі із Гундеріком, змусивши того відступити на південь, а сам захопив Східну Галецію. Столицею стало місто Брагаса Августа (сучасна Брага). При цьому свеви відмовилися визнати себе федератами Західної Римської імперії, оголосивши власну незалежність.
З 416 року стали робитися спроби захопити римську провінцію Лузітаня, але тут свеви стикнулися з Аланським та Вестготським королівствами. У 417 році свеви зазнали поразки від вестготів, а у 419—420 роках — від аланів.

Королівство свевів у 449 році

Від поразки аланів від вестготів та переправлення вандалів до північної Африки, свеви у 430 році розпочали новий наступ на Лузітанію. У 438—439 році захоплено південну частину цієї провінції, завдавши рішучої поразки коміту Андевоту. У 439 році свеви захопили головне місто цієї провінції — Емеріту Августу. У 441 році зайняли головне місто Бетики — Гіспаліс. Остаточно Бетику було зайнято у 446 році. Водночас з цього моменту починаються нові конфлікти з вестготами.
У 449 році розпочався наступ на Картахенську Іспанію та Васконію, більшість цих областей були підкорені свевами. У 455 році розпочався наступ на Тарраконську Іспанію. У відповідь проти свевів виступили обєднані сили вестготів, бургундів та римлян. У 456 році війська свевів зазнали нищівної поразки, у результаті чого королівство свевів розпалося на декілька частин.

### Розпад

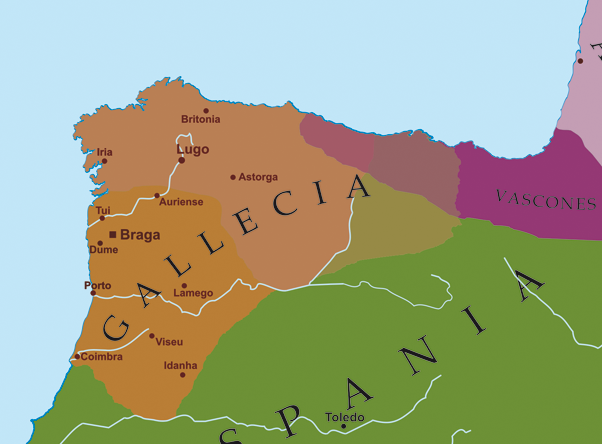
Два королівства свевів

Кордоном між державами свевів була річка Міньо: столиця Південносвевського королівства розташовувалося в Бразі, столиця Північносвевського королівства було в Луго. Постійна боротьба між цими державами тривала протягом 456—464 років. За цей час володіння свевів знову скоротилися до меж колишньої римської провінції Галеція.

### Відновлення

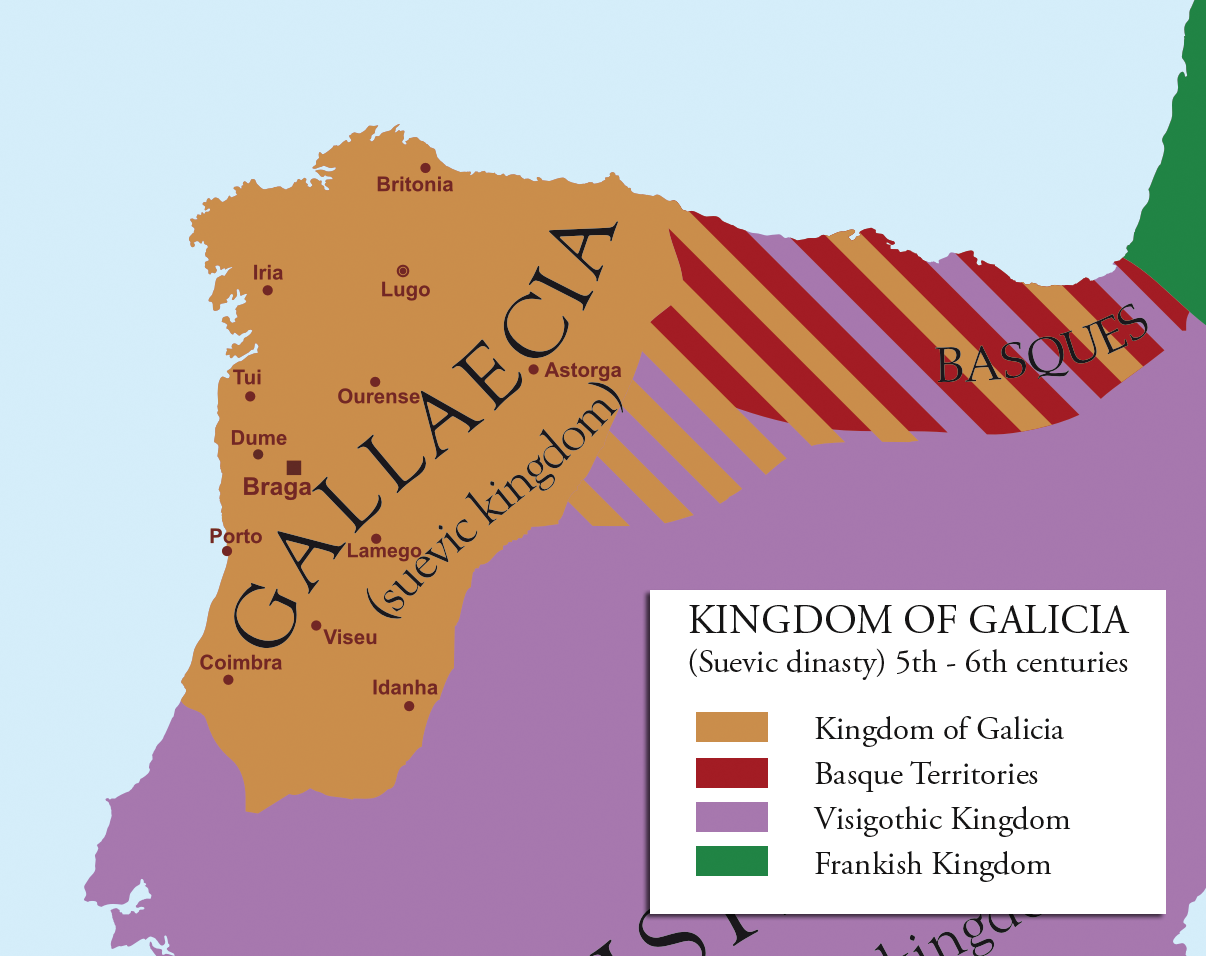
Королівство свевів в Галеції

У 464 році при підтримці Вестготського королівства Ремісмунд відновлює цілісність королівства свевів. Втім з цього моменту простежується залежність політики свевів від політики королівського двору вестготів. У свою чергу це спричинило внутрішню боротьбу серед свевської знаті: між провестготською й антивестготською партіями.
Протягом 466—469 років свевам знову вдалося практично повністю захопити Лузітанію. Їх королі почали готувати похід до Бетіки. Така самостійність не сподобалась вестготам, які у 470 році атакували свевські землі.

### Темні роки
З поразки свевів протягом 469—470 років відбувається нове послаблення Свевського королівства. Про цей час занадто мало відомостей, тому цей період іменують як «Темні роки». Вони характерні численними змовами, боротьбою різних претендентів на трон. Ймовірно сюди також втручалися вестготи, які ставили підвладних собі королів або повністю захоплювали землі свевів. Близько 520—550 років королівство перестало існувати.

### Піднесення
Відродження королівства пов'язано з діяльністю короля Хараріха. Останній скористався тимчасовими труднощами Вестготського королівства для відновлення королівських інституцій та розширення своєї держави. До 559 року він остаточно зміцнив її. При цьому розпочався процес навернення свевів до ортодоксального сповідування. Він завершився за його молодшого сина — короля Теодемира.
З 569 року посилюються конфлікти з вестготами, викликані амбіціями тамтешнього короля Леовігільда. Втім до 583 року свевським королям вдавалося зберегти самостійну політику. У 570-х роках королями свевів надано землі римо-бритам, що втікали від англосаксонської навали у Британії.

### Остаточний занепад
У 583 році король Еборік визнав зверхність короля вестготів. Це викликало внутрішнє сум'яття серед свевської знаті. Скориставшись ситуацією Леовігільд, король вестготів, підкорив у 585 році королівство свевів, перемігши усіх претендентів та придушивши повстання свевів. Королівство свевів перестало існувати, його землі увійшли до Вестготського королівства під старовинною римською назвою Галеція.

## Економіка

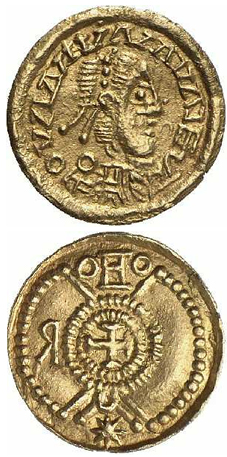
Монети свевів

Основу становило сільське господарство та деякі ремесла. При цьому цим займалося корінне населення та нащадки римських колоністів. Свеви-квади переважно були військовими, займалися постійними походами до сусідніх земель з метою грабунку. За рахунок цього тривалий час наповнювалася королівська скарбниця. Також деякий час існувала римська (імперська) адміністрація, зокрема фіск. Втім у середині 440-х років ці структури були ліквідовані.
За часів короля Рехіара свеви починають карбувати власну монету. За зразок він узяв римську монету — силікву. Монетний двір розташовувався у столиці держави. Свеви стали першими варварами, що стали карбувати власну монету, а не користувалися римською.

## Вірування
На відміну від своїх сусідів та інших варварських народів свеви тривалий час зберігали свої вірування. Лише у 2-й пол. 460-х років за часів короля Ремісмунда відбувається перехід свевів до християнства у вигляді аріанства. При цьому колишнє населення римської провінції (римо-ібери та римо-лузітани) значно раніше перейшли до християнства у формі нікейсько-ортодоксального вірування. Водночас існувала потужна секта присциліан.
Починаючи з 550-х років королі свевів починають проводити політику по переходу до нікейсько-ортодоксального сповідування. У цьому отримують підтримку Римської курії. Остаточно процес завершено за часів короля Теодеміра.

## Вплив
Помітним є внесок свевів в місцеву топоніміку і антропоніми в Галісії та північній Португалії, переважно навколо міст Брага, Порту, Луго, а також у долині річки Міньо.